# Lijst van gouverneurs van Sikkim
Dit is een lijst van gouverneurs van de Indiase deelstaat Sikkim. De gouverneur is hoofd van de deelstaat en wordt voor een termijn van vijf jaar aangewezen door de president. De rol van de gouverneur is hoofdzakelijk ceremonieel en de echte uitvoerende macht ligt bij de ministerraad, met aan het hoofd de chief minister.
| #   | Naam                           | Begin termijn     | Einde termijn     |
| --- | ------------------------------ | ----------------- | ----------------- |
| 1   | B. B. Lal                      | 16 mei 1975       | 9 januari 1981    |
| 2   | Homi J. H. Taleyarkhan         | 10 januari 1981   | 17 juni 1984      |
| 3   | Kona Prabhakar Rao             | 18 juni 1984      | 30 mei 1985       |
| wnd | Bhishma Narain Singh           | 31 mei 1985       | 20 november 1985  |
| 4   | T. V. Rajeswar                 | 21 januari 1985   | 1 maart 1989      |
| 5   | S. K. Bhatnagar                | 2 maart 1989      | 7 februari 1990   |
| 6   | Radhakrishna Hariram Tahiliani | 8 februari 1990   | 20 september 1994 |
| 7   | Punjala Shiv Shankar           | 21 september 1994 | 11 november 1995  |
| wnd | K. V. Raghunatha Reddy         | 12 november 1995  | 9 februari 1996   |
| 8   | Chaudhary Randhir Singh        | 10 februari 1996  | 17 mei 2001       |
| 9   | Kidar Nath Sahani              | 18 mei 2001       | 25 oktober 2002   |
| 10  | V. Rama Rao                    | 26 oktober 2002   | 12 juli 2006      |
| wnd | Ramkrishnan Suryabhan Gavai    | 13 juli 2006      | 12 augustus 2006  |
| 11  | V. Rama Rao                    | 13 augustus 2006  | 25 oktober 2007   |
| 12  | Sudarshan Agarwal              | 25 oktober 2007   | 8 juli 2008       |
| 13  | Balmiki Prasad Singh           | 9 juli 2008       | 20 juli 2013      |
| 14  | Shriniwas Dadasaheb Patil      | 20 juli 2013      | 26 augustus 2018  |
| 15  | Ganga Prasad                   | 26 augustus 2018  | huidig            |